# KS Pałac Bydgoszcz

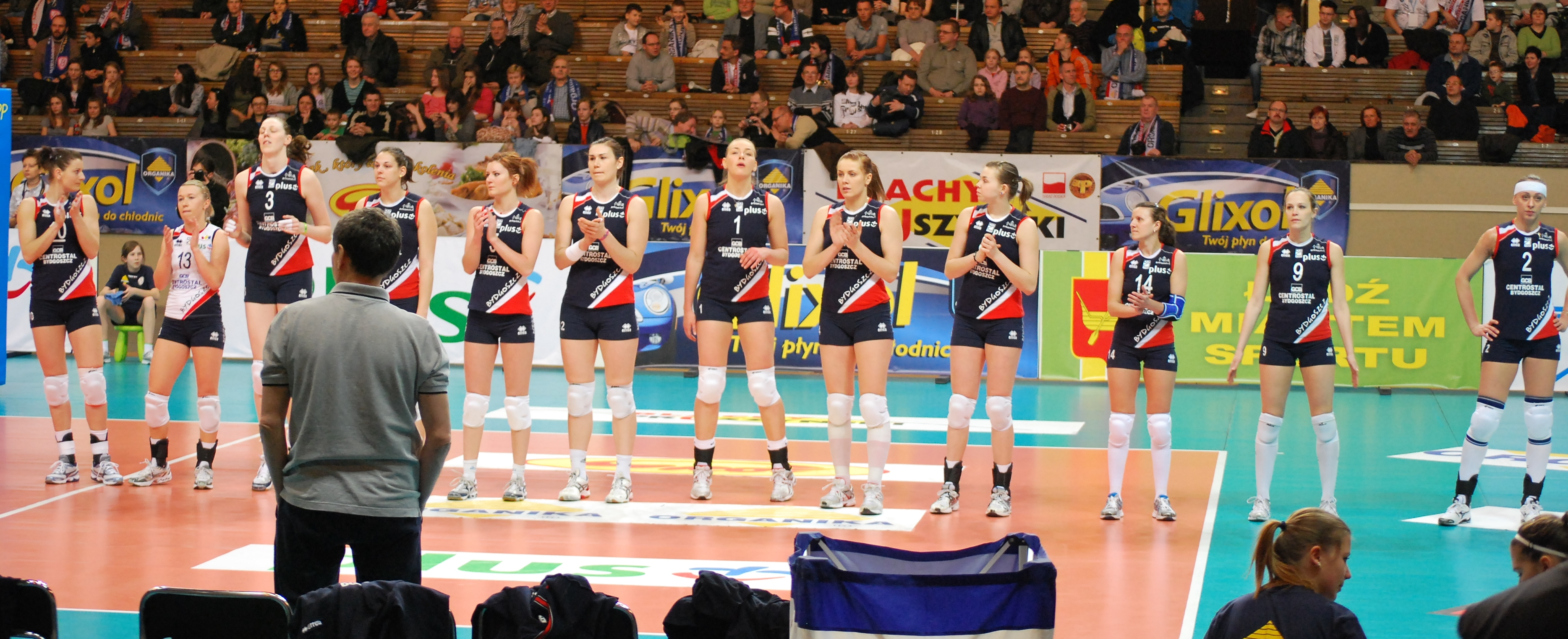
Zawodniczki GCB Centrostalu Bydgoszcz w sezonie 2010/2011

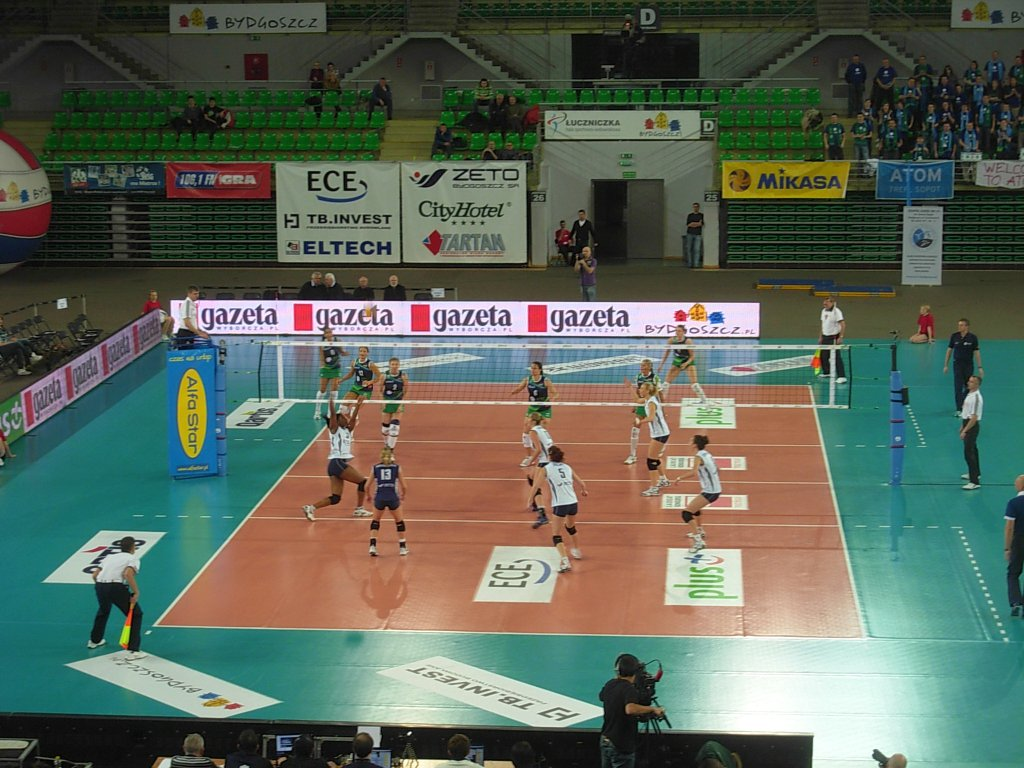
Mecz ligowy 8. kolejki PlusLigi Kobiet (sezon 2011/2012): Pałac Bydgoszcz - Atom Trefl Sopot, 26.11.2011

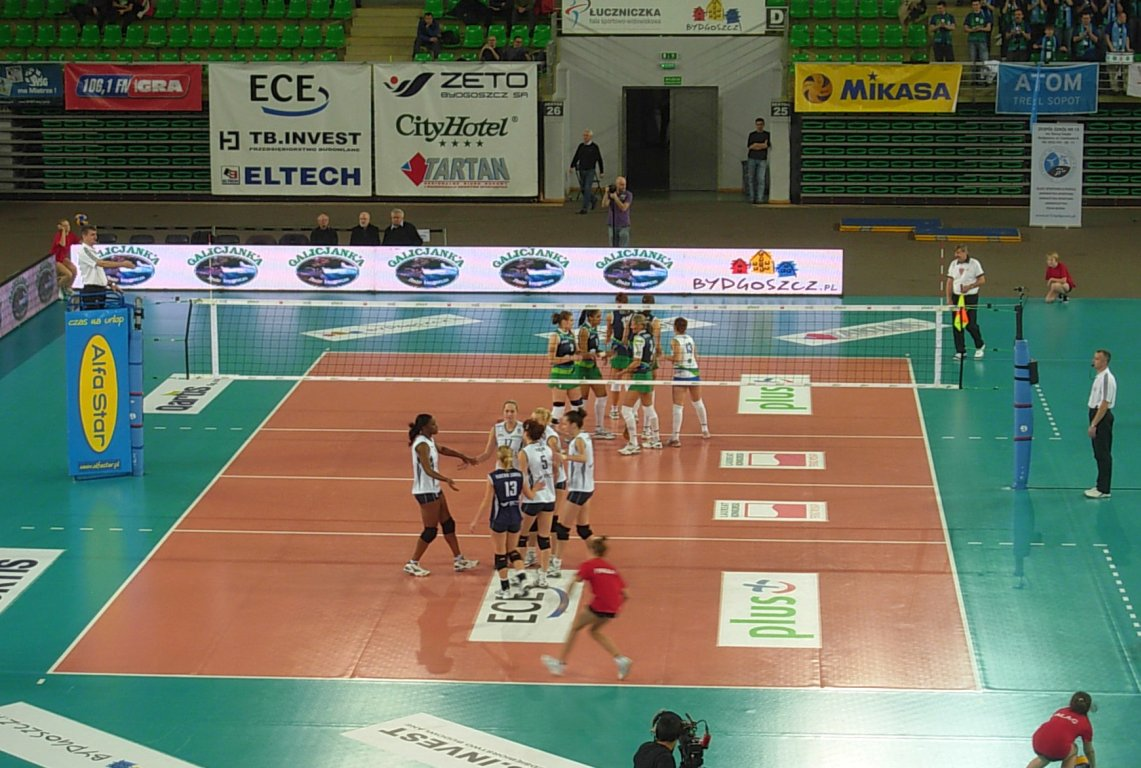
Mecz ligowy 8. kolejki PlusLigi Kobiet (sezon 2011/2012): Pałac Bydgoszcz - Atom Trefl Sopot, 26.11.2011

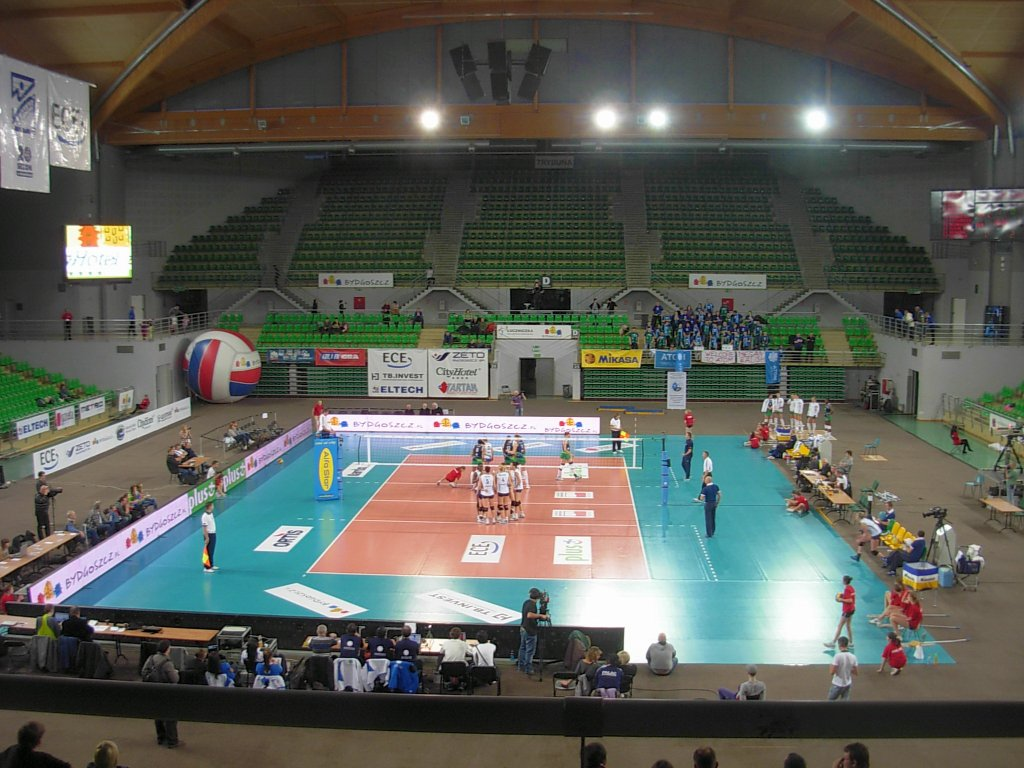
Mecz ligowy 8. kolejki PlusLigi Kobiet (sezon 2011/2012): Pałac Bydgoszcz - Atom Trefl Sopot, 26.11.2011

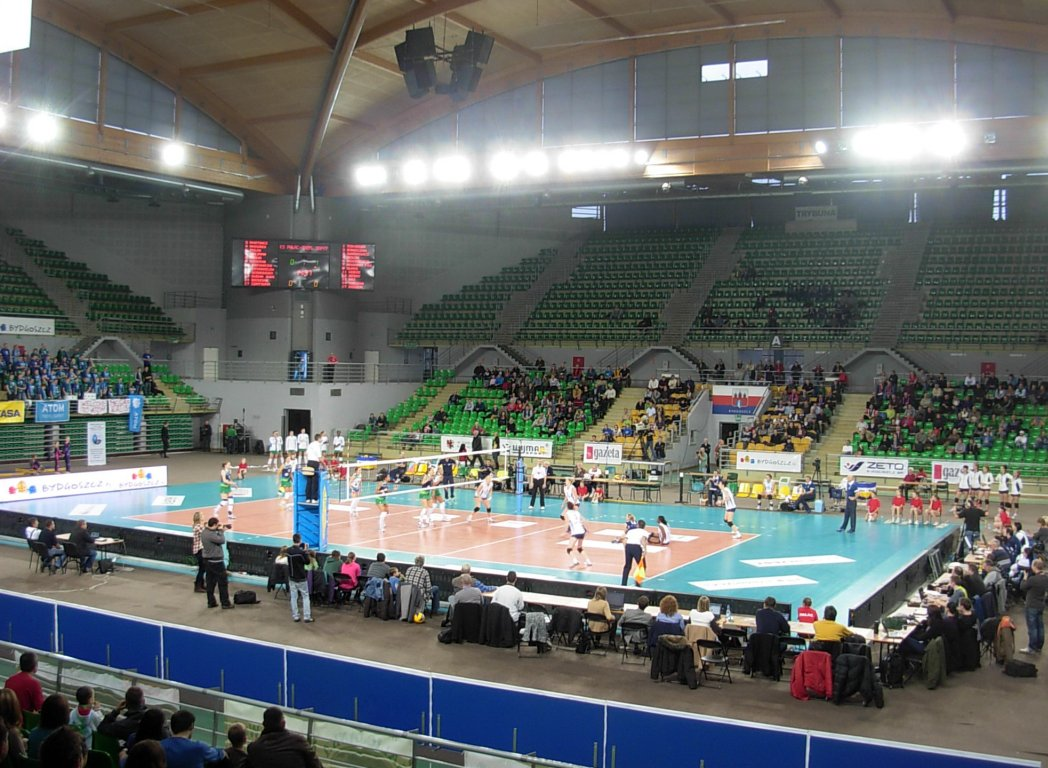
Mecz ligowy 8. kolejki PlusLigi Kobiet (sezon 2011/2012): Pałac Bydgoszcz - Atom Trefl Sopot, 26.11.2011

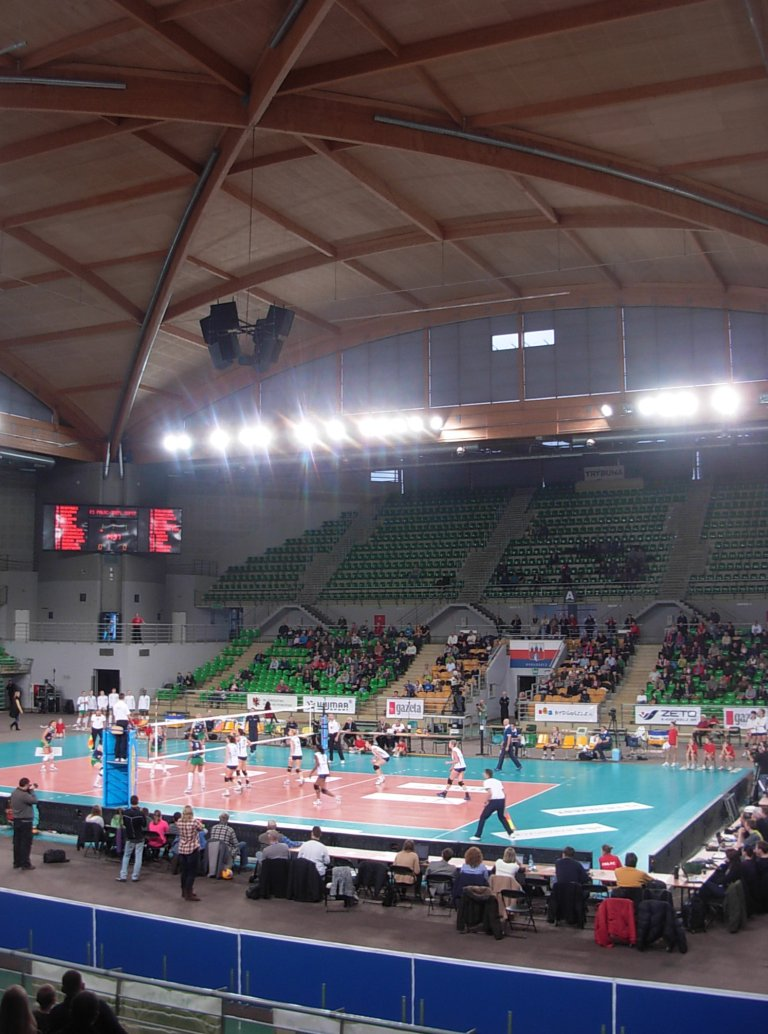
Mecz ligowy 8. kolejki PlusLigi Kobiet (sezon 2011/2012): Pałac Bydgoszcz - Atom Trefl Sopot, 26.11.2011

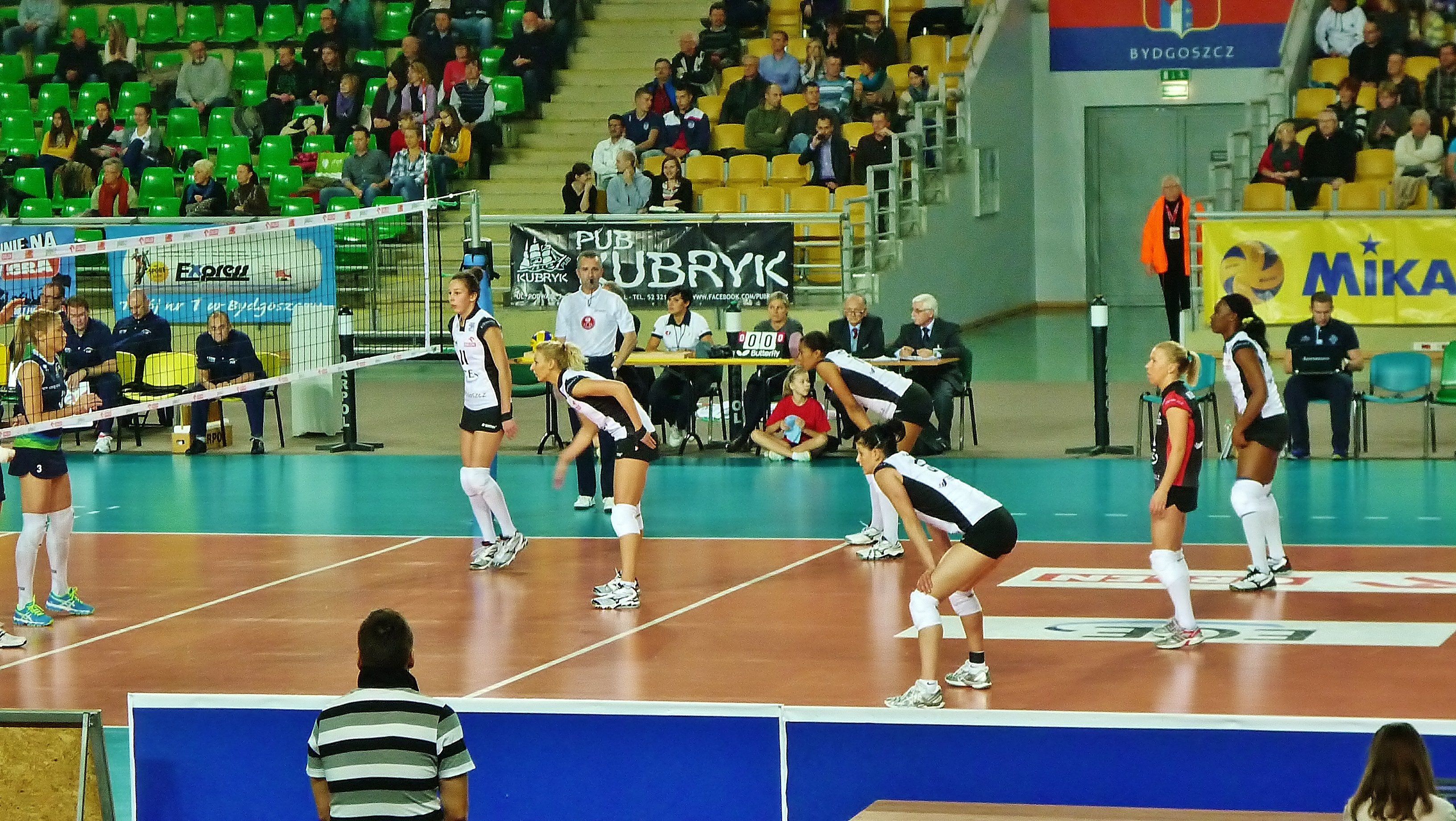
Mecz ligowy 7. kolejki Orlen Ligi (sezon 2012/2013): Pałac Bydgoszcz - Atom Trefl Sopot, 17.11.2012

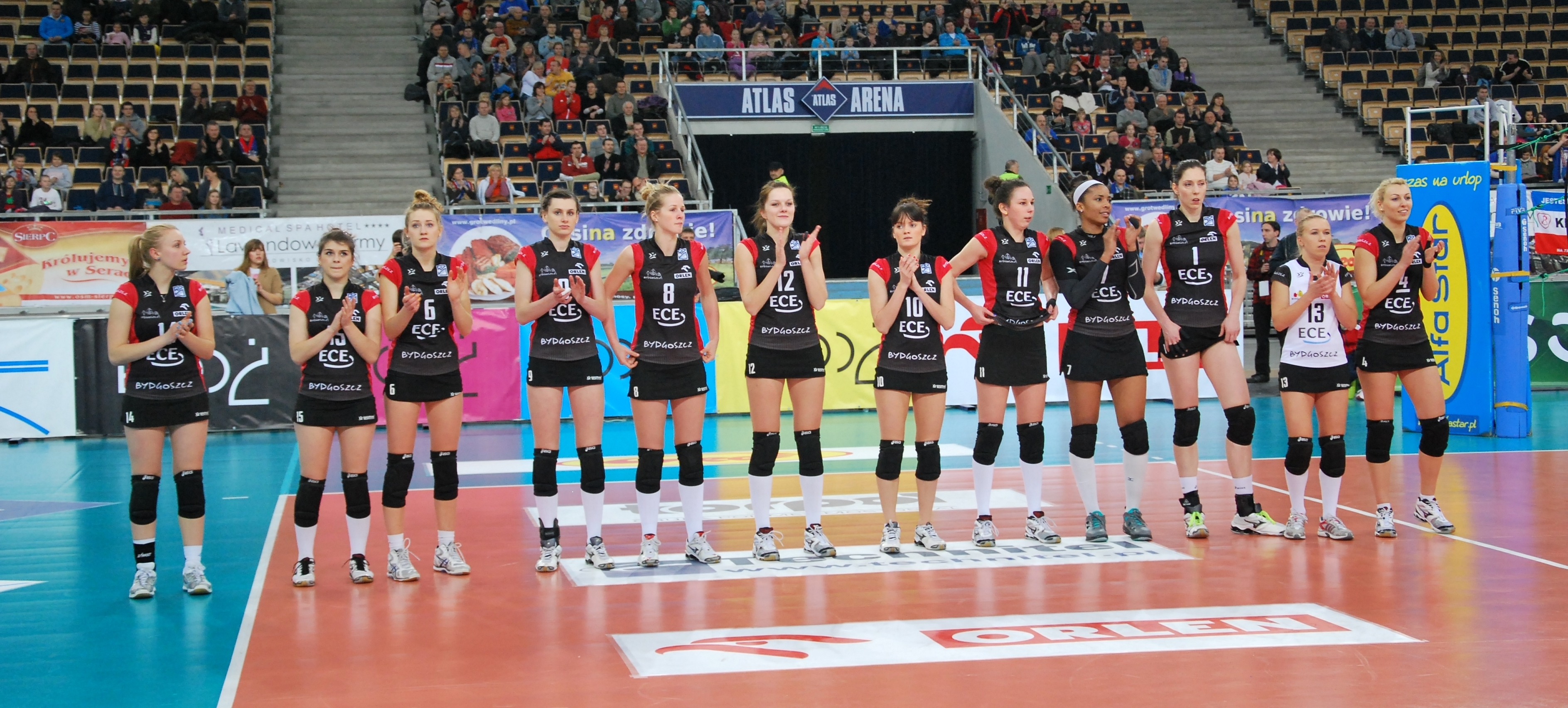
Zawodniczki Pałacu Bydgoszcz w sezonie 2012/2013

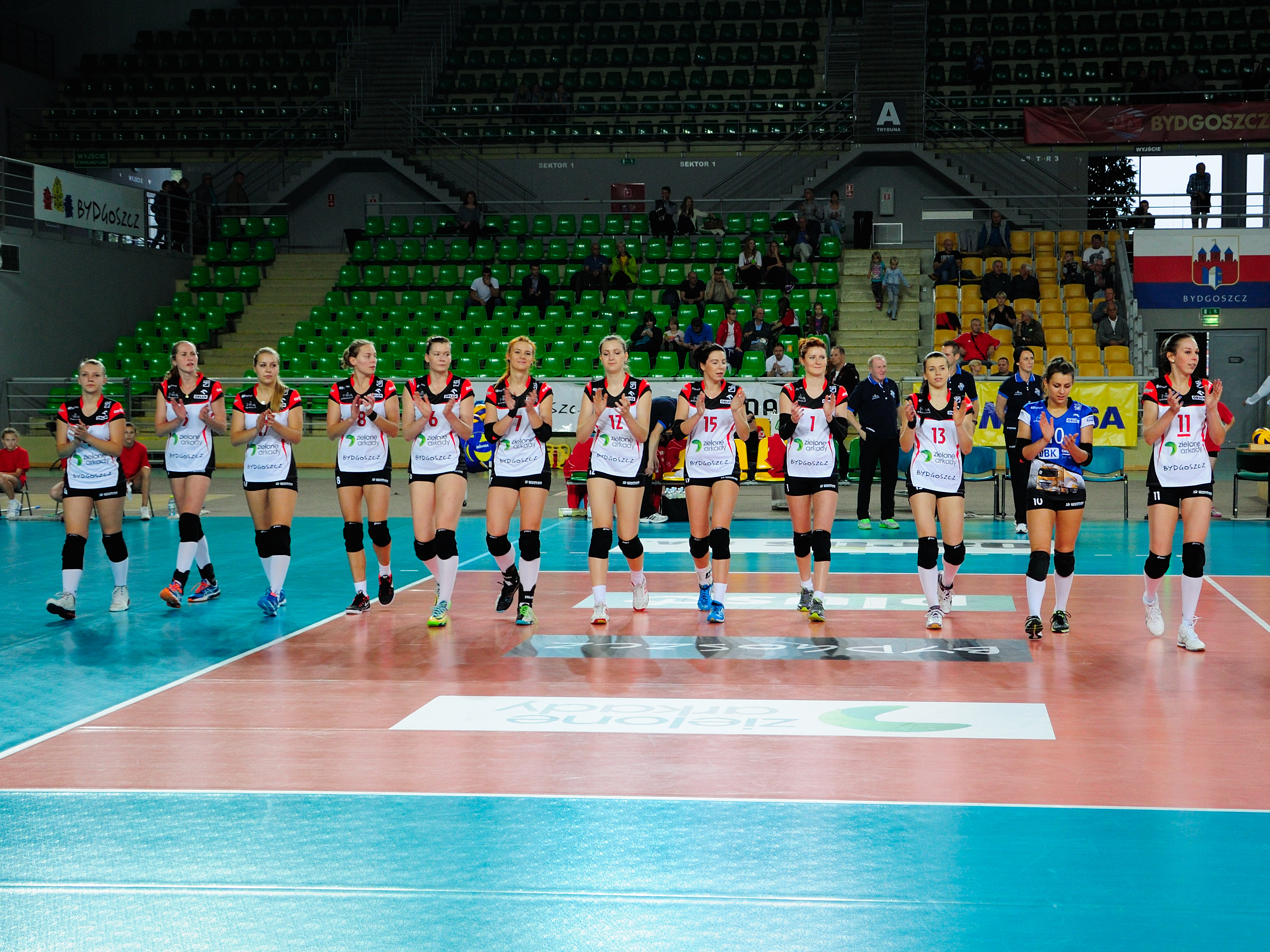
Zawodniczki Pałacu Bydgoszcz w sezonie 2014/2015

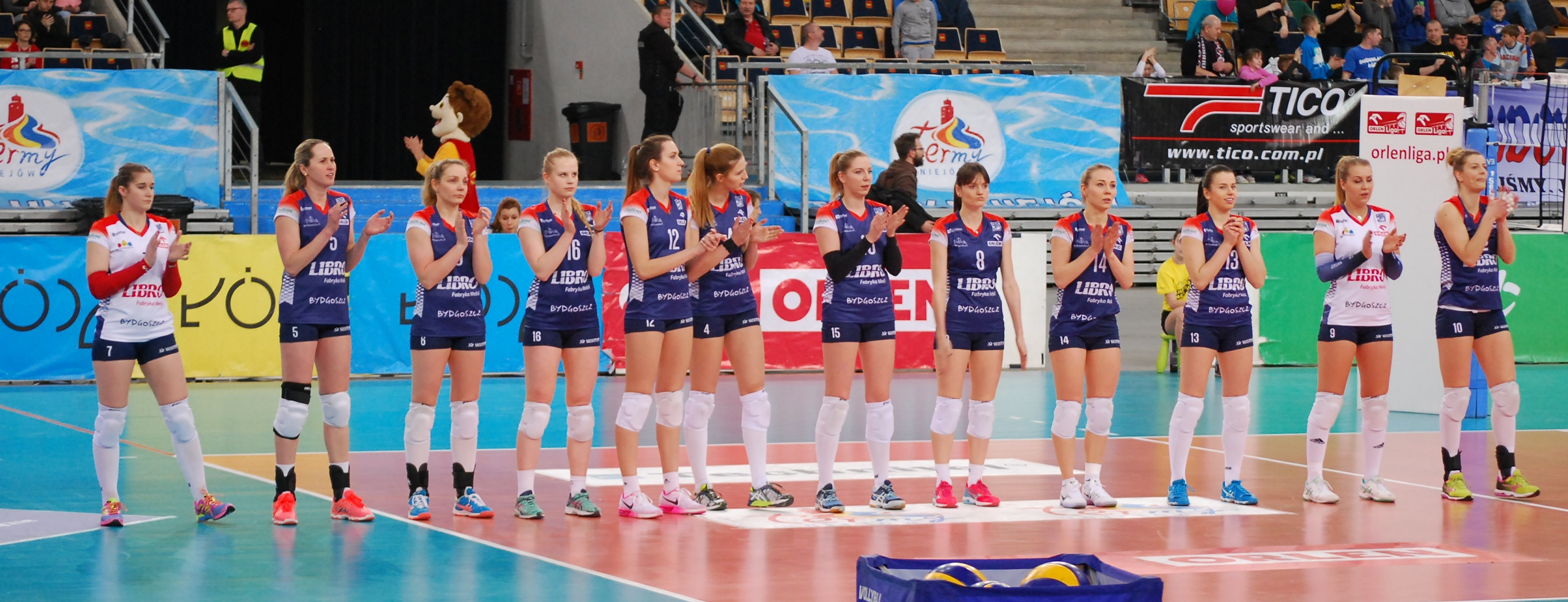
Zawodniczki Pałacu Bydgoszcz w sezonie 2016/2017

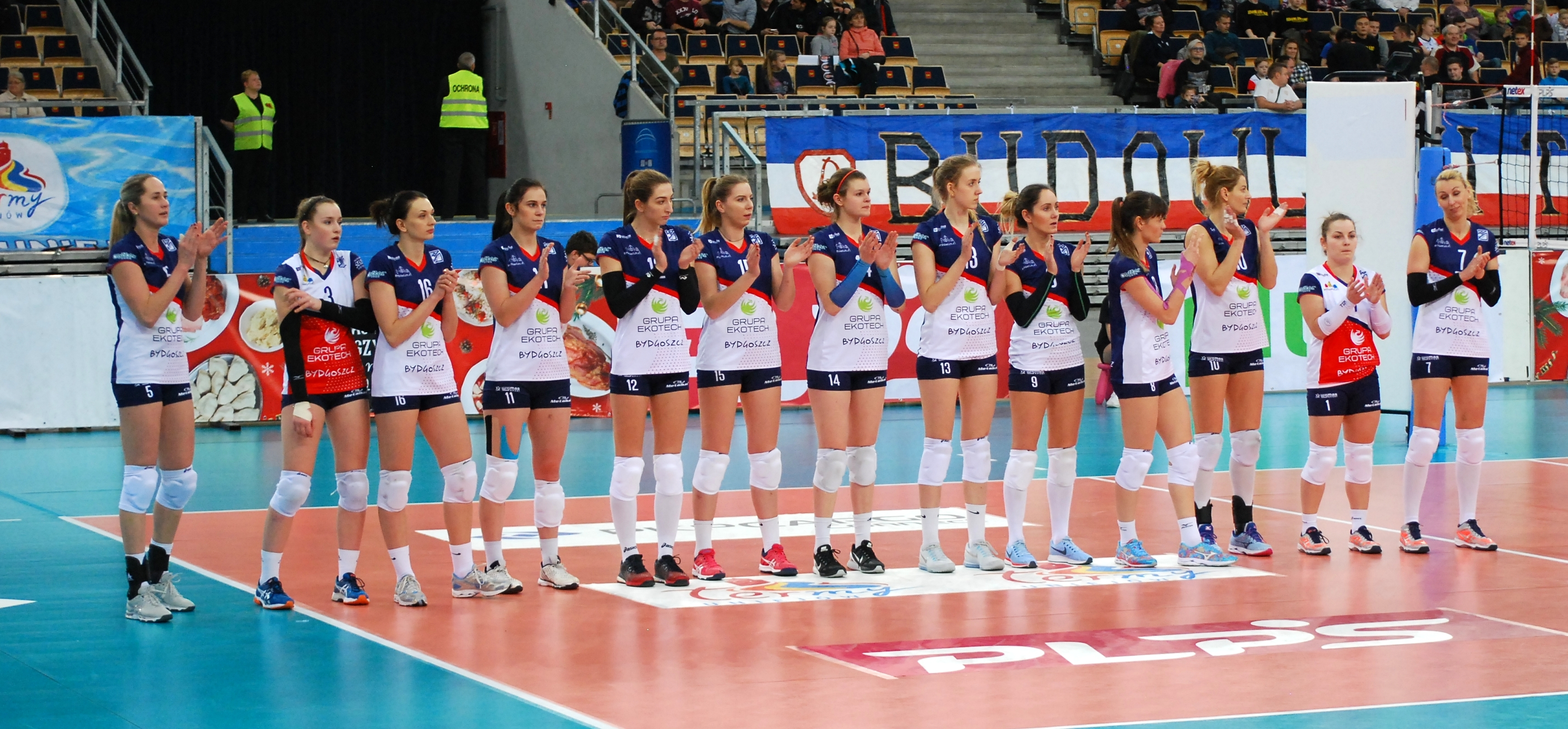
Zawodniczki Pałacu Bydgoszcz w sezonie 2017/2018

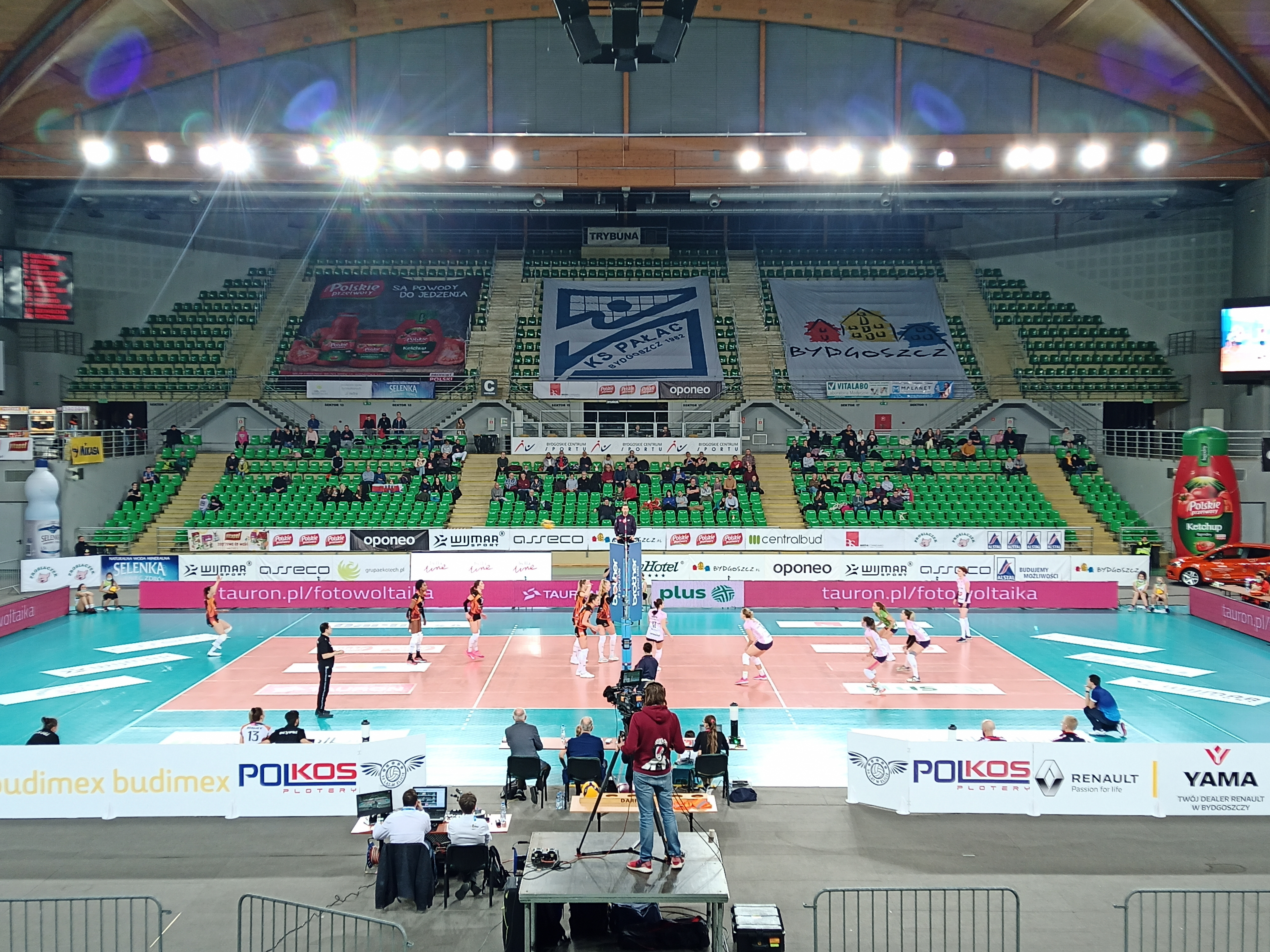
Mecz ligowy 9. kolejki Tauron Ligi (sezon 2021/2022): Polskie Przetwory Pałac Bydgoszcz - UNI Opole, 22.11.2021

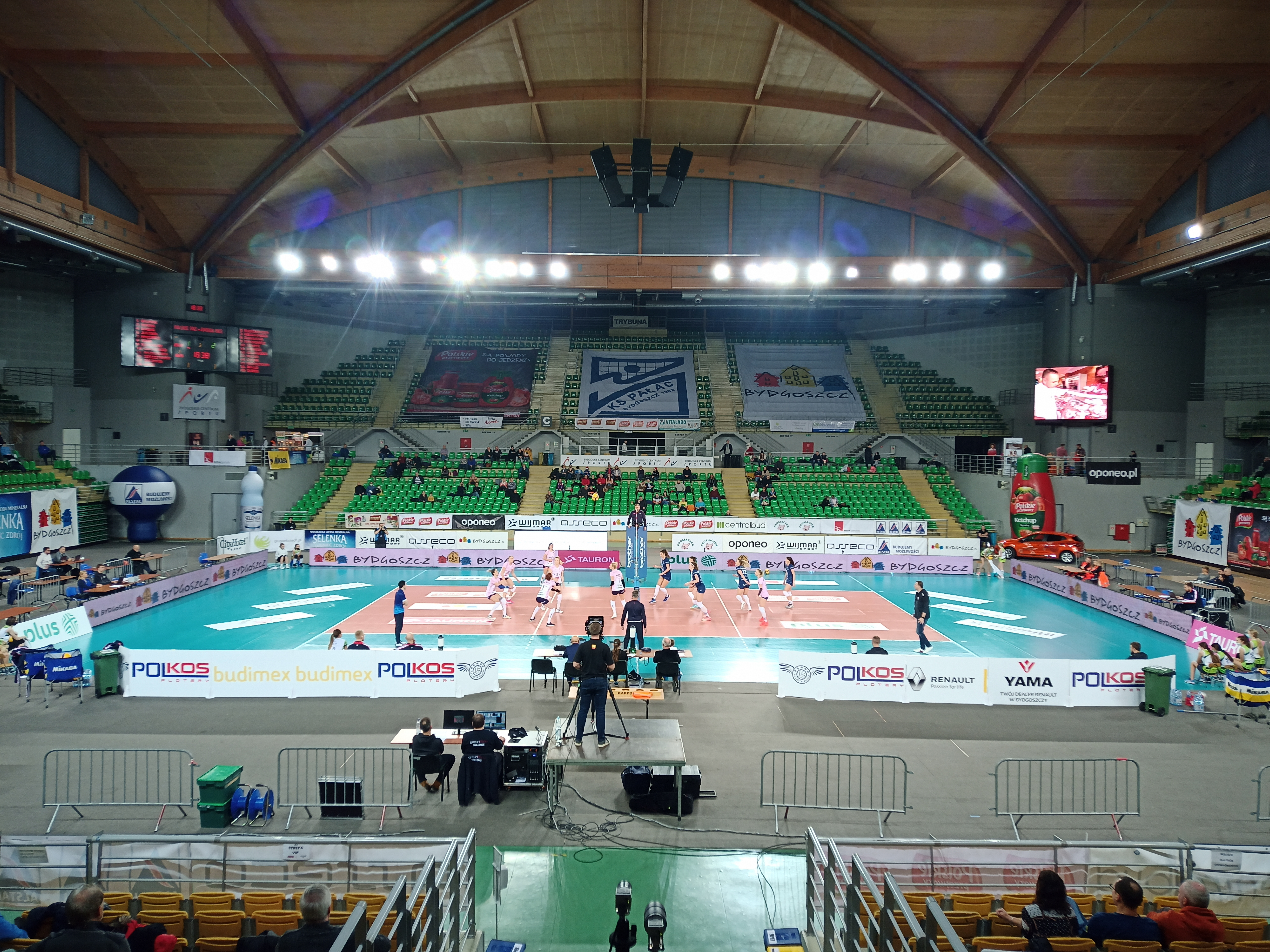
Mecz ligowy 11. kolejki Tauron Ligi (sezon 2021/2022): Polskie Przetwory Pałac Bydgoszcz - Energa MKS Kalisz, 06.12.2021

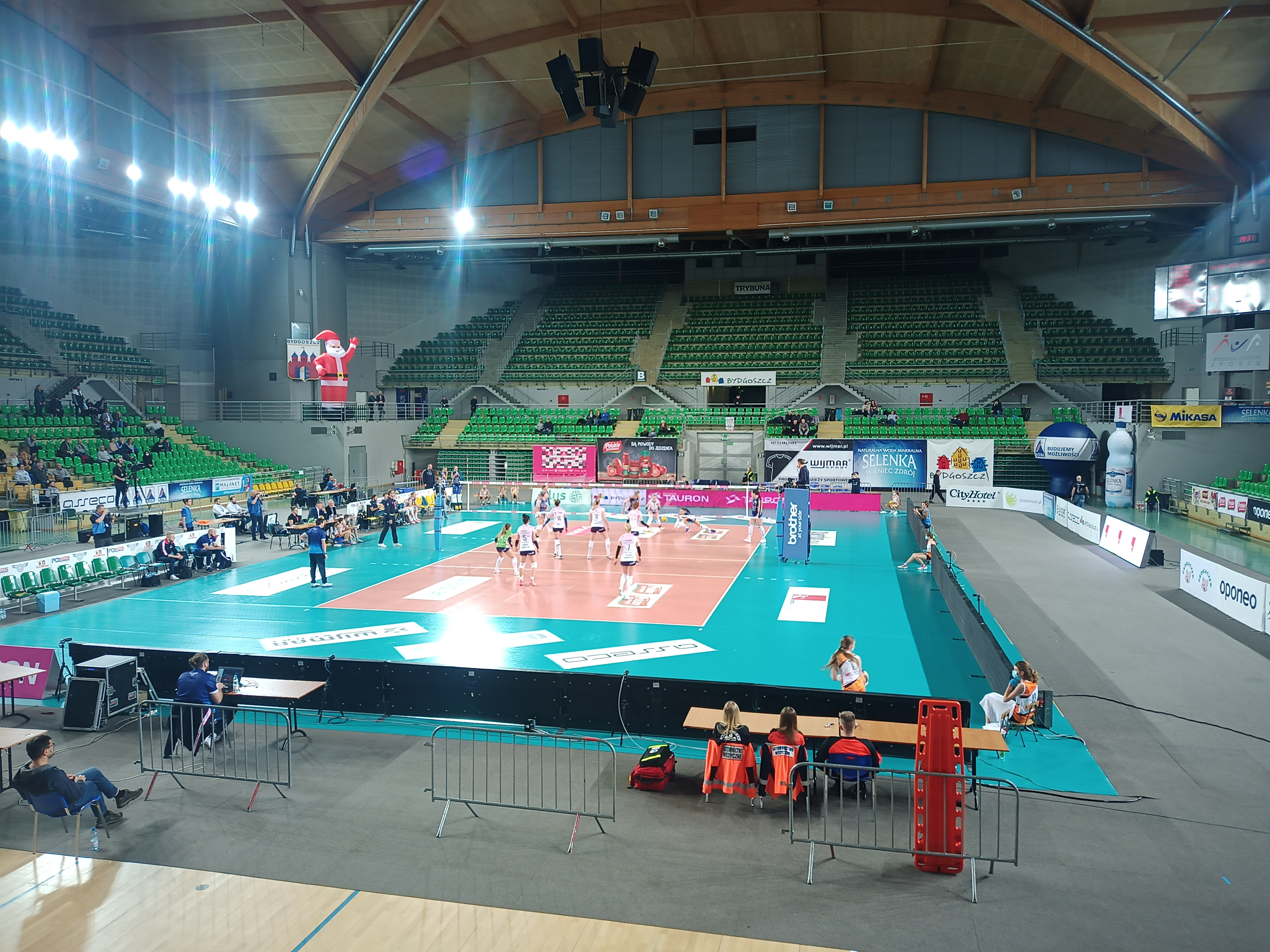
Mecz ligowy 12. kolejki Tauron Ligi (sezon 2021/2022): Polskie Przetwory Pałac Bydgoszcz - E. Leclerc Moya Radomka Radom, 10.12.2021

Metalkas Pałac Bydgoszcz – polska kobieca drużyna siatkarska z Bydgoszczy, założona w 1982 roku. Obecnie występuje w rozgrywkach Tauron Ligi.
Od 21 września 2012 roku klub działa jako spółka akcyjna. We wcześniejszych latach był sekcją klubu sportowego Pałac Bydgoszcz.

## Historia
Chronologia nazw
- 1992: Pałac Bydgoszcz
- 1993: Gryf Bydgoszcz
- 1994: Gryf Pałac Bydgoszcz
- 1995: Pałac Centrostal Bydgoszcz
- 1998: Centrostal Eltra Bydgoszcz
- 1999: Centrostal AMT Bydgoszcz
- 2000: Bank Pocztowy Centrostal Bydgoszcz
- 2002: Bank Pocztowy GCB Adriana Gazeta Pomorska Bydgoszcz
- 2003: GCB Adriana Gazeta Pomorska Bydgoszcz
- 2004: Centrostal Adriana Gazeta Pomorska Bydgoszcz
- 2005: Centrostal Focus Park Bydgoszcz
- 2007: GCB Centrostal Bydgoszcz
- 2011: Pałac Bydgoszcz
- 2018: Bank Pocztowy Pałac Bydgoszcz
- 2020: Polskie Przetwory Pałac Bydgoszcz
- 2022: OnlyBio Pałac Bydgoszcz
- 2023: Metalkas Pałac Bydgoszcz

### 1982-1990
Klub Sportowy Pałac Bydgoszcz został założony w 1982 roku. Pierwsza drużyna klubu oparta została na wychowanicach Międzyszkolnego Klubu Sportowego "Pałac", w skład którego wchodziły głównie juniorki, które trenowały pod okiem Waldemara Sagana. Ówczesnym celem było stopniowe wzmocnienie zespołu i wejście do II ligi.
W sezonach 1982/1983 oraz 1983/1984 drużyna Pałacu walczyła w międzywojewódzkiej lidze seniorek, uzyskując za każdym razem awanse do turniejów półfinałowych, w których zwycięstwo gwarantowało wejście do II ligi. Ostatecznie siatkarki dwukrotnie wywalczyły trzecie miejsca.
Awans nastąpił w sezonie 1984/1985, kiedy to drużyna seniorek w składzie: Róża Donderowicz-Adamska, Bożena Chodkiewicz, Jolanta Kamińska, Dorota Ilecka, Mariola Stolarczyk, Adrianna Orzeł, Iwona Mikulska, Danuta Stachowicz oraz Ilona Dudek zwyciężyła w turnieju półfinałowym ligi międzywojewódzkiej. Pierwszym trenerem był Henryk Borowski, drugim Tomasz Zaczek.
Z sezonu na sezon bydgoskie zawodniczki, trenowane przez Henryka Borowskiego, prezentowały coraz lepszą formę i osiągały sukcesy. W sezonie 1989/1990 awansowały do I ligi serii B.

### 1991-2000
W sezonie 1991/1992 siatkarki Pałacu zdobyły Puchar Polski oraz awans do serii A I ligi. Trenerzy Czesław Tobolski, Waldemar Sagan. W kolejnym roku bydgoszczanki, występujące pod nazwą Pałac/Samsung, zdobyły drużynowe Mistrzostwo Polski. Autorkami sukcesu były: Dorota Rucka, Sylwia Szalbierz, Ewa Nogowska (obecnie Kowalkowska), Agnieszka Obremska (obecnie Obremska-Malinowska), Agata Sarnik, Jolanta Kamińska, Dorota Nowosielska, Irina Archangielskaja, Swietłana Riabko, Mariola Stolarczyk, Magdalena Andrysiak oraz Joanna Winiarska. Trenerzy:  Jerzy Skrobecki i Waldemar Sagan.
Cztery następne sezony nie przyniosły bydgoskim siatkarkom żadnych ligowych trofeów. Dopiero w roku 1998 jako zespół Pałac/Centrostal/Eltra zdobyły brązowy medal w Mistrzostwach Polski.
W sezonie 1999/2000 po raz drugi zawodniczki znad Brdy wywalczyły Puchar Polski, grając w składzie: Małgorzata Barlik, Iwona Hołowacz, Ewa Kotewicz, Ewa Kowalkowska, Joanna Kuligowska (wcześniej Jagodzińska), Dominika Leśniewicz (wcześniej Smereka), Elena Makszancewa, Agnieszka Obremska-Malinowska, Swietłana Riabko, Izabela Rutkowska, Jolanta Tobiś oraz Marzena Wilczyńska.
Sezon później bydgoskie siatkarki zdobyły drugie miejsce Mistrzostw Polski.

### 2001-2006
W sezonie 2001/2002 drużyna Banku Pocztowego/GCB/Gazety Pomorskiej zadebiutowała na europejskich parkietach. Dużym sukcesem dla zespołu było zdobycie brązowego medalu w europejskim pucharze Top Teams Cup. Trzecie miejsce wywalczyły również w Mistrzostwach Polski. Zdobywczyniami dwóch brązowych medali były: Magdalena Godos (obecnie Mazurek), Ewa Kotewicz, Ewa Kowalkowska, Dominika Leśniewicz, Agnieszka Malinowska, Katarzyna Mroczkowska, Swietłana Riabko, Jolanta Tobiś oraz Marzena Wilczyńska. Funkcje trenerów pełnili: Leszek Piasecki i Waldemar Sagan.
W sezonie 2003/2004 zespół GCB/Adriany/Gazety Pomorskiej Bydgoszcz po zwycięstwach w play-off w pierwszej rundzie z AZS AWF Poznań (3:0 i 3:1), w drugiej z wrocławską Gwardią (3:0 i 3:2), zajął ostatecznie piąte miejsce w ligowej tabeli.
Bogaty w sukcesy okazał się sezon 2004/2005. W klubie nastąpiła zmiana szkoleniowca, a stanowisko pierwszego trenera powierzono 36-letniemu wówczas Piotrowi Makowskiemu. Premierowy sezon w jego wykonaniu to zdobycie Pucharu Polski i srebrnego medalu Mistrzostw Polski.
Następnego roku, drużyna występująca jako Centrostal Focus Park walczyła aż na trzech frontach: oprócz ligi (wystartowała wówczas Liga Siatkówki Kobiet, pierwsza profesjonalna spółka organizująca rozgrywki ekstraklasy) i Pucharu Polski, bydgoszczanki konkurowały z zagranicznymi rywalkami w Top Teams Cup. Sezon zakończył się jednym podium - w Pucharze Polski zespół z miasta nad Brdą uplasował się na trzecim miejscu. W Lidze Siatkówki Kobiet Centrostal uplasował się na czwartym miejscu, podobnie jak w Top Teams Cup.

### 2007-2010
Najgorszy pod względem osiągnięć okazał się sezon 2007/2008 - po słabych wynikach zarząd postanowił dokonać roszady na stanowisku trenera i powierzył tę rolę Jackowi Grabowskiemu, związanego do tej pory z Wrocławiem. Zmiana ta okazała się nietrafiona a trenera Grabowskiego podczas sezonu zastąpił Maciej Kosmol, który wkrótce również podzielił losy poprzednika. Ostatecznie na stanowisko trenera Centrostalu wrócił Piotr Makowski, jednak nie uchronił zespołu przed spadkiem z najwyższej klasy rozgrywkowej.
Gdy wydawało się, że bydgoskie siatkarki czeka przynajmniej roczny rozbrat z ekstraklasą, nieoczekiwanie kłopoty finansowe zgłosił AZS AWF Poznań. Drużyna Centrostalu zajęła jego miejsce, ponownie wystartowała w Plus Lidze Kobiet (przemianowanej Lidze Siatkówki Kobiet) i mimo braku kadrowiczek i niskiego budżetu zajęła czwarte miejsce.
Rok później było niewiele gorzej - bydgoszczanki znalazły się na piątym miejscu Plus Ligi Kobiet. W kolejnym sezonie drużyna, ze względu na problemy finansowe wieloletniego sponsora - GCB Centrostalu, zakończyła zmagania na siódmym miejscu.

### 2011-2020
Przed sezonem 2011/2012 zespół wrócił do historycznej nazwy - KS Pałac, przeszedł kadrową rewolucję, stanowisko trenera objął Rafał Gąsior, dotychczasowy asystent Piotra Makowskiego. Za jego kadencji zespół zajmował odpowiednio siódme, ósme i dziesiąte miejsce w lidze (w ostatnim sezonie drużyna wygrała w turnieju, w którym walczono o dwa wolne miejsca w lidze na kolejny sezon). Od sezonu 2014/2015 do sezonu 2016/2017 trenerem był Adam Grabowski, w tym czasie Pałac był sklasyfikowany na dwunastej, dziewiątej i ponownie dwunastej pozycji. Następnie funkcję tę przejął Piotr Makowski (był nim przez jeden sezon - 2017/2018, zespół wtedy uplasował się na jedenastej pozycji, później został prezesem spółki KS Pałac Bydgoszcz S.A.).
Od sezonu 2018/2019 rolę trenera pełnił Piotr Matela. Również od tego samego sezonu - do sezonu 2019/2020 sponsorem głównym był Bank Pocztowy. Za czasów tego trenera drużyna znalazła się dwukrotnie (sezon po sezonie) na szóstym, a później dziewiątym miejscu w lidze. W sierpniu 2020 zespół wygrał pierwszy turniej letniej ligi w piłce siatkowej zwany inaczej PreZero Grand Prix Polskiej Ligi Siatkówki, pokonując w finale zespół #VolleyWrocław 2:0.
W sezonach 2020/2021 i 2021/2022 sponsorem głównym była marka Polskie Przetwory (właścicielem jest Krajowa Spółka Cukrowa – największy w Polsce producent cukru i producent przetworów owocowo-warzywnych). Zespół wówczas nazywał się Polskie Przetwory Pałac Bydgoszcz. 

### 2021-do dziś
Po sezonie 2020/2021 zespół przeszedł rewolucję kadrową - ze względu na niezadowalające wyniki drużynę opuściło 10 zawodniczek.
W trakcie sezonu 2021/2022 (16 listopada 2021) ze względu na słabe wyniki sportowe zdecydowano o rozwiązaniu umowy z trenerem Piotrem Matelą za porozumieniem stron. 19 listopada 2021 trenerem zespołu został Włoch Alessandro Lodi. Podczas sezonu z drużyny z przyczyn zdrowotnych odeszły Tatjana Bokan i Patrycja Balmas, zaś szeregi zespołu zasiliła Ani Bozdewa. Z kolei 1 lutego 2022 na zasadzie wypożyczenia do Radomki Radom odeszła Kamila Kobus (jednak na sezon 2022/23 wróciła do zespołu i nie przedłużyła kontraktu), zaś do drużyny dołączyła Dominika Surlit - zawodniczka z grup młodzieżowych bydgoskiego Pałacu.
16 lutego 2022 ze względu na złe rezultaty bydgoskiego Pałacu nastąpiła kolejna zmiana trenera, szkoleniowcem drużyny został wówczas Mirosław Zawieracz, jednakże Alessandro Lodi pozostał w zespole do końca lutego. Sezon 2021/2022 bydgoszczanki zakończyły na przedostatnim, 11. miejscu, tym samym utrzymując się w lidze. Tuż po zakończeniu sezonu dla Pałacu, 23 marca 2022 drużynę opuścił trener Mirosław Zawieracz, który następnie objął analogiczną funkcję w Stali Mielec.
Po zakończeniu sezonu w 1. Lidze siatkarek, w którym zespół z Mielca zajął 2. miejsce, 27 maja 2022 klub poinformował, że Mirosław Zawieracz przedłużył umowę z bydgoskim Pałacem i poprowadzi ponownie zespół w sezonie 2022/23. Z zespołu po sezonie odeszło łącznie siedem zawodniczek.
18 października 2022 w wywiadzie dla Polskiego Radia PiK prezes klubu Piotr Makowski poinformował, że dotychczasowy sponsor - Polskie Przetwory nie przedłużył umowy ze względu na trudną sytuację w kraju. 24 października 2022 podano, że nowym sponsorem strategicznym została firma OnlyBio.Life S.A. z Bydgoszczy zajmująca się sprzedażą  naturalnych kosmetyków. Umowa obowiązywała do końca sezonu 2022/2023. 
W sezonie 2022/2023 zespół nosił nazwę OnlyBio Pałac Bydgoszcz. W trakcie tego sezonu drużynę opuściły Kinga Szűcs i Monika Gałkowska. Za Gałkowską klub zakontraktował Holenderkę - Anneclaire Ter Brugge. Do zespołu dołączyła także Julia Gliwa. 9 lutego 2023 rozwiązano za porozumieniem stron umowę z trenerem Mirosławem Zawieraczem, prowadzenie zespołu przejął dotychczasowy asystent Zawieracza - Jakub Tęcza (miał także ważny kontrakt na sezon 2023/2024).
W sezonie 2022/2023 zespołowi udało się awansować do fazy play-off po czteroletniej przerwie (wcześniej taka sytuacja miała miejsce w sezonie 2018/2019, z kolei w sezonie 2019/2020 nie rozegrano tej części rozgrywek z powodu rozprzestrzeniania się COVID-19 w Polsce). Sezon ten siatkarki Pałacu zakończyły ostatecznie na 8. miejscu. Po tymże sezonie karierę zakończyła Magdalena Mazurek, obejmując następnie funkcję menedżera klubu, zastąpiła na tym stanowisku odchodzącą Ewę Kowalkowską.
13 października 2023 poinformowano, że libero Agata Witkowska rozwiązała umowę z klubem z powodu problemów zdrowotnych. Na jej miejsce dołączyła występująca już wcześniej w Pałacu (w sezonie 2021/2022) libero Magdalena Saad. Nieco później poinformowano o dłuższej absencji z powodu kontuzji Aleksandry Lipskiej.
20 listopada 2023 ogłoszono, że sponsorem tytularnym zespołu została firma Metalkas z Bydgoszczy działająca w branży metalowej. Od tego czasu zespół nosi nazwę Metalkas Pałac Bydgoszcz. Ponadto do zespołu wróciła po przerwie wychowanka zespołu, Ewelina Żurowska.
30 stycznia 2024 klub poinformował o rozwiązaniu za porozumieniem stron umowy z dotychczasowym trenerem zespołu, Jakubem Tęczą. Tego samego dnia ogłoszono informację dotyczącą nowego szkoleniowca drużyny, którym został Włoch Martino Volpini. Sezon 2023/2024 Pałac zakończył na 11. miejscu, utrzymując się w Tauron Lidze. Przed rozpoczęciem sezonu 2024/2025 rozwiązano umowę z Aleksandrą Lipską za porozumieniem stron, za nią zakontraktowano Serbkę Jovanę Steković.

## Bilans sezon po sezonie
| Sezon     | Miejsce | Meczów | Bilans | Puchar Polski | Inne                                                  |
| --------- | ------- | ------ | ------ | ------------- | ----------------------------------------------------- |
| 1982/1983 | 3.      |        |        | -             |                                                       |
| 1983/1984 | 3.      |        |        | -             |                                                       |
| 1984/1985 | 1.      |        |        | -             | awans                                                 |
| 1985/1986 |         |        |        | -             |                                                       |
| 1986/1987 |         |        |        | -             |                                                       |
| 1987/1988 |         |        |        | -             |                                                       |
| 1988/1989 |         |        |        | -             |                                                       |
| 1989/1990 | 1.      |        |        | -             | awans                                                 |
| 1990/1991 |         |        |        | -             |                                                       |
| 1991/1992 | 1.      |        |        | Zwycięstwo    | awans                                                 |
| 1992/1993 | złoto   |        |        | Finał         |                                                       |
| 1993/1994 | 4.      |        |        | -             |                                                       |
| 1994/1995 | 6.      |        |        | -             |                                                       |
| 1995/1996 | 4.      |        |        | -             |                                                       |
| 1996/1997 | 4.      |        |        | -             |                                                       |
| 1997/1998 | brąz    |        |        | -             |                                                       |
| 1998/1999 | 6.      |        |        | -             |                                                       |
| 1999/2000 | 8.      |        |        | -             |                                                       |
| 2000/2001 | srebro  |        |        | Zwycięstwo    |                                                       |
| 2001/2002 | brąz    |        |        | Półfinał      |                                                       |
| 2002/2003 | 6.      |        |        | Półfinał      |                                                       |
| 2003/2004 | 5.      | 20     | 11-9   | -             |                                                       |
| 2004/2005 | srebro  | 29     | 20-9   | Zwycięstwo    |                                                       |
| 2005/2006 | 4.      | 29     | 19-10  | Półfinał      |                                                       |
| 2006/2007 | 4.      | 27     | 16-11  | Ćwierćfinał   |                                                       |
| 2007/2008 | 10.     | 24     | 6-18   | Ćwierćfinał   |                                                       |
| 2008/2009 | 4.      | 28     | 14-14  | Półfinał      |                                                       |
| 2009/2010 | 5.      | 27     | 11-16  | Ćwierćfinał   |                                                       |
| 2010/2011 | 7.      | 24     | 11-13  | Półfinał      |                                                       |
| 2011/2012 | 7.      | 22     | 8-14   | Ćwierćfinał   |                                                       |
| 2012/2013 | 8.      | 23     | 5-18   | Ćwierćfinał   |                                                       |
| 2013/2014 | 10.     | 22     | 1-21   | 6. runda      | zwycięstwo w turnieju o dodatkowe dwa miejsca w lidze |
| 2014/2015 | 12.     | 32     | 2-30   | 5. runda      |                                                       |
| 2015/2016 | 9.      | 25     | 6-19   | 6. runda      |                                                       |
| 2016/2017 | 12.     | 28     | 8-20   | 4. runda      |                                                       |
| 2017/2018 | 11.     | 28     | 10-18  | Ćwierćfinał   |                                                       |
| 2018/2019 | 6.      | 26     | 14-12  | Ćwierćfinał   |                                                       |
| 2019/2020 | 6.      | 22     | 9-13   | -             |                                                       |
| 2020/2021 | 9.      | 24     | 10-14  | 1/8 finału    |                                                       |
| 2021/2022 | 11.     | 22     | 5-17   | 1/8 finału    |                                                       |
| 2022/2023 | 8.      | 24     | 5-19   | 1/8 finału    |                                                       |
| 2023/2024 | 11.     | 22     | 5-17   | 1/8 finału    |                                                       |
| 2024/2025 | 6.      | 24     | 12-12  | 1/8 finału    |                                                       |

Poziom rozgrywek:
     najwyższy ogólnokrajowy (I liga seria A / Liga Siatkówki Kobiet / PlusLiga Kobiet / ORLEN Liga)
     I liga seria B
     II liga
     międzywojewódzka liga seniorek

## Sukcesy
Mistrzostwa Polski:
- Mistrzostwo: 1993
- 2. miejsce: 2001, 2005
- 3. miejsce: 1998, 2002

 Puchar Polski:
- Zdobywca: 1992, 2001, 2005

 Superpuchar Polski:
- Zwycięzca: 2005

 Puchar Top Teams:
- 3. miejsce: 2002
- 4. miejsce: 2006

 PreZero Grand Prix PLS:
- 1. miejsce: 2020

## Kadra zespołu w sezonie 2024/2025[36]
- Pierwszy trener:  Martino Volpini[37]
- Drugi trener:  Dominik Żukowski[38]
- Statystyk:  Bartosz Ziołnowski[39]
- Fizjoterapeuta:  Dorian Nowak[40]
- Trener przygotowania fizycznego:  Niccolò Caldari
- Lekarze:  Andrzej Gałaj,  Jacek Kruczyński
- Menedżer:  Magdalena Mazurek[41]

| Numer | Imię i nazwisko        | Data ur.   | Wzrost | Pozycja      |
| ----- | ---------------------- | ---------- | ------ | ------------ |
| 1     | Milana Rajlić          | 22.07.1997 | 187    | atakująca    |
| 4     | Monika Jagła           | 04.01.2000 | 175    | libero       |
| 5     | Marta Łyczakowska      | 02.05.1998 | 176    | rozgrywająca |
| 6     | Kseniya Kuryerova      | 10.02.1996 | 184    | rozgrywająca |
| 7     | Oliwia Ziółkowska      | 26.02.2007 | 159    | libero       |
| 9     | Pola Nowakowska        | 30.01.1996 | 181    | przyjmująca  |
| 11    | Paulina Jędrzejczak    | 07.01.2005 | 192    | środkowa     |
| 12    | Wiktoria Makarewicz    | 18.12.2001 | 188    | atakująca    |
| 13    | Wiktoria Paluszkiewicz | 30.12.1997 | 184    | środkowa     |
| 14    | Dominika Witowska      | 01.02.1995 | 185    | środkowa     |
| 17    | Switłana Dorsman       | 11.12.1993 | 184    | środkowa     |
| 18    | Jovana Steković        | 11.05.1998 | 184    | przyjmująca  |
| 19    | Ewelina Franz          | 14.08.2005 | 178    | przyjmująca  |
| 55    | Natalia Sidor          | 27.06.1998 | 184    | atakująca    |

## Europejskie Puchary
| Etap                  | Mecz                                                    | Wynik                                   |
| 2005/06 Top Teams Cup | 2005/06 Top Teams Cup                                   | 2005/06 Top Teams Cup                   |
| --------------------- | ------------------------------------------------------- | --------------------------------------- |
| Faza Grupowa          | Euphony Tongeren – Centrostal Pałac Bydgoszcz           | 3:1 (25:23, 11:25, 25:17, 25:18)        |
| Faza Grupowa          | Centrostal Pałac Bydgoszcz – Știința Bacău              | 2:3 (25:27, 19:25, 28:26, 25:18, 12:15) |
| Faza Grupowa          | Centrostal Pałac Bydgoszcz – Voléro Zürich              | 2:3 (25:22, 20:25, 22:25, 25:20, 10:15) |
| Faza Grupowa          | Voléro Zürich – Centrostal Pałac Bydgoszcz              | 2:3 (21:25, 25:22, 15:25, 25:22, 11:15) |
| Faza Grupowa          | Știința Bacău – Centrostal Pałac Bydgoszcz              | 1:3 (25:17, 23:25, 23:25, 27:29)        |
| Faza Grupowa          | Centrostal Pałac Bydgoszcz – Euphony Tongeren           | 3:0 (25:20, 25:16, 25:14)               |
| Ćwierćfinał           | Centrostal Pałac Bydgoszcz – OMS Senica                 | 3:1 (21:25, 25:18, 25:20, 25:18)        |
| Ćwierćfinał           | OMS Senica – Centrostal Pałac Bydgoszcz                 | 3:2 (16:25, 25:19, 23:25, 31:29, 17:15) |
| Półfinał              | Centrostal Pałac Bydgoszcz – Sant'Orsola Asystel Novara | 0:3 (21:25, 15:25, 23:25)               |
| O 3. miejsce          | Centrostal Pałac Bydgoszcz – Longa '59 Lichtenvoorde    | 0:3 (23:25, 16:25, 21:25)               |
| 2007/08 Puchar CEV    |                                                         |                                         |
| 1/16 finału           | Centrostal Bydgoszcz - Karşıyaka İzmir                  | 3:0 (25:12, 25:14, 25:14)               |
| 1/16 finału           | Karşıyaka İzmir - Centrostal Bydgoszcz                  | 1:3 (24:26, 25:23, 28:30, 9:25)         |
| 1/8 finału            | Minczanka Mińsk - Centrostal Bydgoszcz                  | 0:3 (20:25, 15:25, 22:25)               |
| 1/8 finału            | Centrostal Bydgoszcz - Minczanka Mińsk                  | 3:0 (25:20, 25:19, 25:15)               |
| Ćwierćfinał           | Samorodok Chabarowsk - Centrostal Bydgoszcz             | walkower dla Samorodka                  |
| Ćwierćfinał           | Centrostal Bydgoszcz - Samorodok Chabarowsk             | walkower dla Samorodka                  |